# Dänische Fußballnationalmannschaft (U-23-Männer)
Die dänische U-23-Fußballnationalmannschaft war eine Auswahlmannschaft dänischer Fußballspieler, die der Dansk Boldspil-Union unterlag.

## Geschichte
Diese Nationalmannschaft hatte seine erste Turnierteilnahme bei der Erstaustragung der U-23-Europameisterschaft im Jahr 1972. Hier bekam es die Mannschaft als einzigen Gegner in der Qualifikation mit Portugal zu tun. Nach einem 1:1 im Hinspiel, reichte hier im Rückspiel auch ein 2:1-Sieg um in die Finalrunde einzuziehen. Dort war im Viertelfinale gegen Griechenland dann nach einem 2:5 jedoch Schluss. Bei der nächsten Austragung hatte man es in der Qualifikation dann schon schwerer und traf hier auf Polen und die Bundesrepublik Deutschland. Am Ende verlor die Mannschaft jedes Spiel und landete so nur auf dem letzten Platz seiner Qualifikationsgruppe. Auch bei der Europameisterschaft 1976 gelang es wieder nicht sich zu qualifizieren und einzig gegen Rumänien gelang im Rückspiel einmal zumindest ein 1:1.
Nach dieser Austragung wurde der Platz der Mannschaft von der U-21 eingenommen, welche seitdem bei der Qualifikation zu dem Turnier startberechtigt ist. Ob die Mannschaft danach noch etwaige Freundschaftsspiele ausgetragen hat, ist nicht bekannt.

## Ergebnisse bei der Europameisterschaft
| Jahr | Platzierung        |
| ---- | ------------------ |
| 1972 | Viertelfinale      |
| 1974 | nicht qualifiziert |
| 1976 | nicht qualifiziert |